# Yeo Hoe-hyun
Yeo Hoe-hyun (hangul: 여회현, hanja: 金材昱, RR: Yeo Hoe-hyeon), es un actor surcoreano.

## Biografía
Estudió en la Universidad de Dongguk, donde obtuvo una licencia en teatro y cine.

## Carrera
Es miembro de la agencia "Elefun Entertainment".
En el 2016 se unió al elenco recurrente de la serie Mirror of the Witch, donde interpretó al Príncipe Heredero Sun-hoe, el hermano gemelo de la Princesa Seo-ri (Kim Sae-ron).
Ese mismo año apareció en la serie Doctor Crush, donde dio vida a Choi Young-soo, el hermano menor del doctor Choi Kang-soo (Kim Min-seok).
En agosto del mismo año apareció en la película The Last Princess, donde interpretó a Kim Jang-han, el amigo de la infancia e interés romántico de la Princesa Deokhye de Corea (Kim So-hyun). El actor Park Hae-il interpretó a Jang-han de adulto.
El 11 de septiembre del 2017 se unió al elenco principal de la serie Girls’ Generation 1979, donde dio vida a Son-jin, un estudiante popular y atractivo, y el único hijo de un oficial de policía de alto rango, hasta el final de la serie el 3 de octubre del mismo año.
El 12 de febrero del 2018 se unió al elenco principal del drama Short donde interpretó a Park Eun-ho, un miembro del equipo de patinaje de velocidad sobre hielo, hasta el final de la serie el 20 de febrero del mismo año.
En marzo del mismo año se unió al elenco recurrente de la serie Marry Me Now donde dio vida a Park Jae-hyung, el segundo hijo de Park Hyo-seob (Yoo Dong-geun).
El 13 de octubre del 2019 se unió al elenco principal de la serie Leverage donde dio vida a Jung Yi-sung, hasta el final de la serie el 8 de diciembre del mismo año.
En julio del 2020 se anunció que se había unid al elenco de la serie A Love So Beautiful donde interpretó a Woo Dae-sung, un talentoso nadador que se transfiera a la escuela Chun Ji High School donde conoce y se enamora de Shin Sol-yi (So Joo-yeon). La serie es un remake de la serie china "A Love So Beautiful".

## Filmografía

### Series de televisión
| Año  | Título                         | Personaje                    | Notas                      |
| ---- | ------------------------------ | ---------------------------- | -------------------------- |
| 2022 | Besos y presagios              | Empleado en un café          | Cameo ep. 1 - serie web    |
| 2020 | A Love So Beautiful            | Woo Dae-sung                 |                            |
| 2020 | Oh, mi bebé                    | Donante de esperma           | ep. #3                     |
| 2019 | Leverage                       | Jung Yi-sung                 | 16 episodios               |
| 2018 | Marry Me Now                   | Park Jae-hyung               |                            |
| 2018 | Short                          | Park Eun-ho                  | 4 episodios                |
| 2017 | While You Were Sleeping        | Lee Yoo-bum (de joven)       |                            |
| 2017 | Drama Special - Waltzing Alone | Ku Gun-hee                   |                            |
| 2017 | Girls’ Generation 1979         | Son-jin                      | 8 episodios                |
| 2017 | Crushes - Special Edition      | Yoe Hoe-hyun                 | 4 episodios - (drama web)  |
| 2017 | Unrequited Love Season 3       | Yeo Hoe-hyun                 | 22 episodios - (drama web) |
| 2016 | Solomon's Perjury              | Lee Tae-woo                  | (cameo)                    |
| 2016 | Doctor Crush                   | Choi Young-soo               | 2 episodios                |
| 2016 | Mirror of the Witch            | Príncipe Heredero Sun-hoe    |                            |
| 2016 | Memory                         | Lee Seung-ho                 |                            |
| 2016 | Reply 1988                     | Cita de Duk-sun              |                            |
| 2016 | Jang Yeong-sil                 | Na Ki-soon                   |                            |
| 2015 | Six Flying Dragons             | Estudiante                   |                            |
| 2015 | Eve's Love                     | Jin Do-joon                  |                            |
| 2015 | Great Stories: Entrance Exam   | -                            |                            |
| 2015 | Unkind Ladies                  | -                            |                            |
| 2014 | Pinocchio                      | Compañero de Clase de Dal-po |                            |

### Películas
| Año  | Título              | Personaje               | Notas                                                                    |
| ---- | ------------------- | ----------------------- | ------------------------------------------------------------------------ |
| 2018 | The Great Battle    | Ma-ro                   | junto a Jo In-sung, Nam Joo-hyuk y Park Sung-woong                       |
| 2017 | My Last Love        | Yo Han                  | junto a Sung Ji-ru, Jeon Mi-seon, Yang Hong-seok, Sohyun y Dong Hyun-bae |
| 2016 | The Last Princess   | Kim Jang-han (de joven) | junto a Kim So-hyun, Park Hae-il, Son Ye-jin, Baek Yoon-sik y Go Soo     |
| 2016 | With or Without You | Young-dal               | junto a Jeon Hye-bin, Shin Min-chul, Hwang Seung-eon y Park Choong-seon  |
| 2014 | Still, Life Goes On | -                       |                                                                          |

### Programas de variedades
| Año  | Título     | Notas                  |
| ---- | ---------- | ---------------------- |
| 2017 | Salty Tour | 6 episodios - invitado |

### Teatro
| Año  | Título       | Personaje | Notas     |
| ---- | ------------ | --------- | --------- |
| 2016 | Troya        | -         |           |
| 2015 | Our Town     | -         |           |
| 2015 | Fame Musical | -         | (musical) |
| -    | Plaza Suite  | -         |           |

### Revistas / Sesiones fotográficas
| Año  | Título      | Notas                            |
| ---- | ----------- | -------------------------------- |
| 2020 | Dazed Korea | junto a Kim Yo-han y So Joo-yeon |

### Anuncios
| Año | Título     | Notas |
| --- | ---------- | ----- |
| -   | KT         |       |
| -   | Naver Paul |       |

## Premios y nominaciones
| Año  | Categoría                                   | Premios                | Series                                  | Resultado |
| ---- | ------------------------------------------- | ---------------------- | --------------------------------------- | --------- |
| 2018 | Best New Actor                              | 11th Korea Drama Award | Marry Me Now                            | Nominado  |
| 2017 | Best Actor in a One-Act/Special/Short Drama | 31st KBS Drama Award   | Girls' Generation 1979 y Waltzing Alone | Ganó      |